# Намолоаса-Сат (Галац)
Намолоаса-Сат (рум. Nămoloasa-Sat) насеље је у Румунији у округу Галац. Oпштина се налази на надморској висини од 10 m.

## Становништво
Према подацима из 2011. године у насељу је живело 2373 становника.